# Pinakion

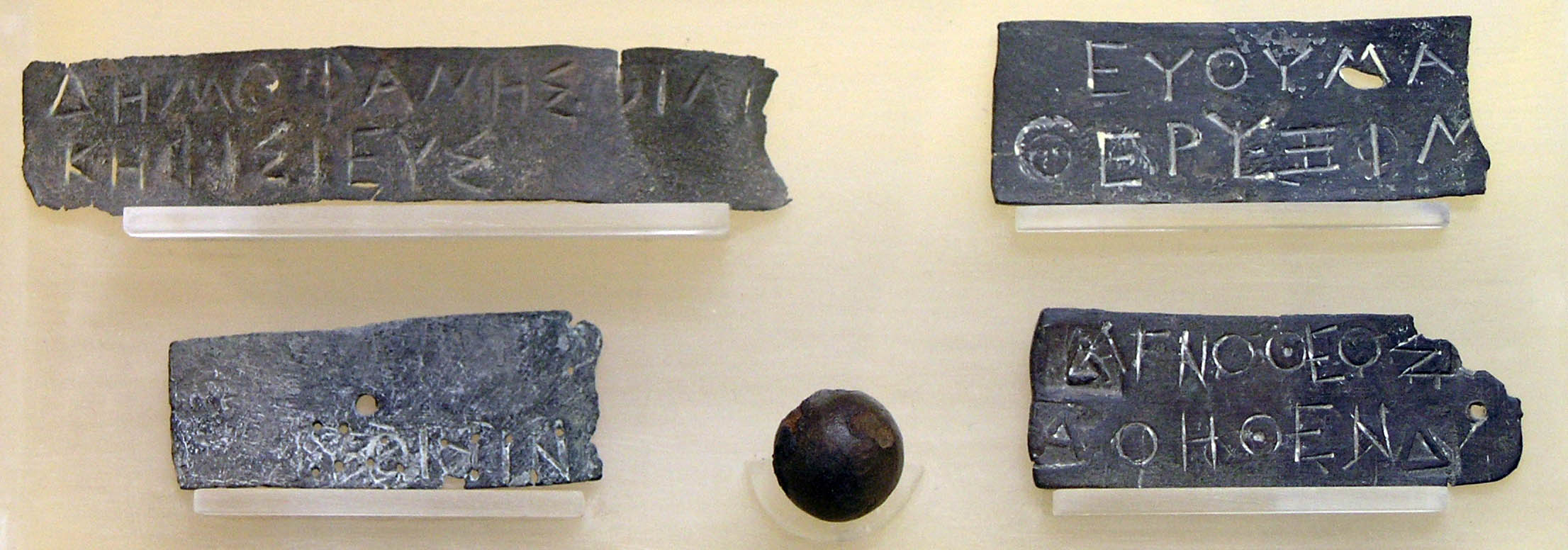
Pinakia para identificar a ciudadanos (nombre, nombre del padre, deme), utilizadas en el sorteo del jurado, Museo del Ágora de Atenas.

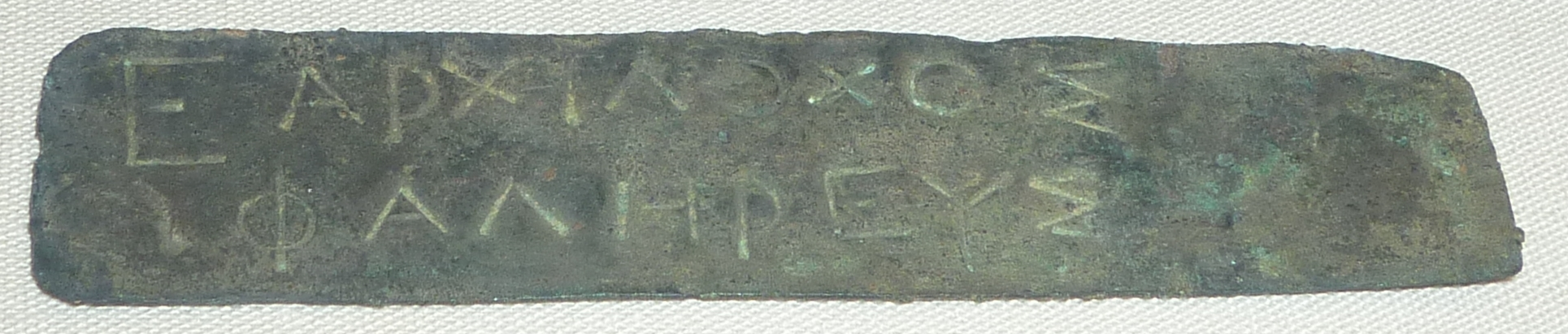
Pinakion de bronce de jurado con el nombre de Arquíloco de Falerón.

Un pinakion (en griego antiguo: πινάκιον, diminutivo de pinax y en plural, pinakia), en la Antigua Atenas, era una pequeña placa de bronce que se usaba para identificar a un ciudadano de una ciudad. Estaban grabados su nombre, a veces el del padre, la de su deme y una de las diez primeras letras del alfabeto.
El pinakion se introducía en una máquina de aleatorización llamada kleroterion (en griego: κληρωτήριον) para que se pidiera elegir por insaculación a los candidatos a la magistratura para determinados puestos, ya fuesen cargos políticos, funcionariales o como miembros de un tribunal.
Aristóteles, en su Athenaion Politeia (63.4), afirmaba que las pinakia estaban hechas de madera de boj. Esta descripción, contrasta con los restos arqueológicos porque los ejemplares que nos han llegado, que datan de la primera mitad del siglo IV a. C., unas doscientas, todas son en bronce. Según J. H. Kroll, esto se explica por el hecho de que alrededor del 350 a. C., el boj sustituyó al bronce por las placas utilizadas para los jurados, mientras que las de bronce se conservaron para las de los funcionarios.
Las placas medían de promedio 11x2x0,2 cm y podían tener estampados uno o más de los siguientes sellos: el mochuelo con la leyenda ΑΘΗ, el reverso del trióbolo, el mochuelo doble con una sola cabeza y el gorgoneion.. De nuevo, según Kroll, las placas que llevaban el trióbolo se introdujeron a partir del 378-377 a. C. y probablemente este sello indicaba el salario (μισθός, misthós) de tres óbolos que cada juez recibía después de servir un día en los tribunales (Ath. Pol., 68.2). Las pinakia utilizadas para la asignación de funcionarios y magistrados llevaban el gorgoneion.
Los pinakia que han llegado a nuestros días, frecuentemente tienen varias reutilizaciones, probablemente como prueba de la competencia por los puestos de jurado. Al morir, muchos atenienses eran enterrados junto a sus pinakia, razón que explicaría la gran cantidad de ejemplares que han sido encontrados.